# برازی-آن-پلن
برازی-آن-پلن (به فرانسوی: Brazey-en-Plaine) یک کمون در فرانسه با جمعیت ۲٬۵۶۳ نفر است که در Canton of Saint-Jean-de-Losne واقع شده‌است.